# Kalkoenen
Kalkoenen (Meleagrididae) zijn een voormalige onderfamilie van vogels uit de orde hoendervogels. 

## Verspreiding en leefgebied
Het zijn forse vogels die oorspronkelijk uit de bossen, moerasranden en het struikgewas van Noord- en Midden-Amerika komen. Tegenwoordig worden kalkoenen wereldwijd gehouden voor het vlees.

## Voortplanting
Kalkoenen maken een grondnest, waarop het vrouwtje acht tot veertien gespikkelde eieren uitbroedt. Het forsere mannetje heeft tooiveren. Een kalkoen kan gemiddeld dertien jaar oud worden.

## Soorten
Er bestaan 2 soorten:
- Kalkoen (Meleagris gallopavo)
- Pauwkalkoen (Meleagris ocellata) in de oerwouden van Yucatán en Guatemala.

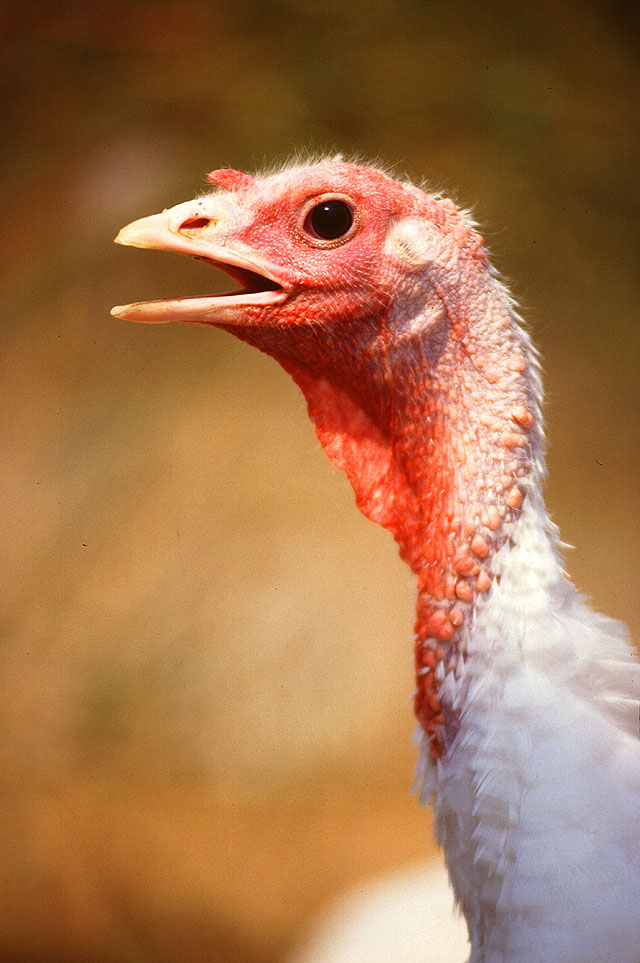
Kalkoen (Meleagris gallopavo)